# 함양군·거창군 (2000년 선거구)
함양군·거창군은 대한민국의 옛 국회의원 선거구이다. 당시 경상남도 함양군, 거창군 지역을 관할했다.

## 역사
대한민국 제16대 국회의원 선거를 앞두고 실시된 선거구 개편 과정에서 함양군과 거창군이 하나의 선거구를 이루게 됨에 따라 신설되었다.
대한민국 제17대 국회의원 선거를 앞두고 실시된 선거구 개편 과정에서 산청군과 함께 산청군·함양군·거창군 선거구를 이루게 됨에 따라 폐지되었다.

## 역대 국회의원
| 선거   | 정당 | 정당     | 의원   |
| ------ | ---- | -------- | ------ |
| 2000년 |      | 한나라당 | 이강두 |

## 역대 선거 결과

### 대한민국 제16대 국회의원 선거
|  | 69.89% |

|  | 18.26% |

|  | 11.84% |